# Шагада (Хунзахский район)
Шагада — упразднённое село в Хунзахском районе республики Дагестан. На момент упразднения входило в состав Буцринского сельсовета. В 1944 году все населения села переселено в села Шуани и Малые Шуани Ритлябского района. Официально исключено из учётных данных в 1947 г.

## География
Село располагалось на Хунзахском плато, в левобережье долины реки Накантляр, на безымянном притоке последней, в 3 км к северо-западу от села Буцра.

## История
До вхождения Дагестана в состав Российской империи село Шагада входило в вольное общество Хиндалал. Затем в Буцринское сельское общество Хунзахского наибства Аварского округа Дагестанской области. По данным на 1926 год село Шагада состояло из 52 хозяйств. В административном отношении входило в состав Буцринского сельсовета Хунзахского района. В 1936 году в селе образован колхоз имени Дахадаева.
В 1944 году после высылки чеченского населения с Северного Кавказа и присоединения части территории бывшей ЧИАССР к ДАССР, для освоения вновь присоединенных территорий правительством ДАССР было принято решение по принудительному переселению части жителей горных аулов. Одним из таких аулов стала Шагада, жителей которого переселили в села Большие и Малые Шуани вновь созданного Ритлябского района. Указом ПВС РСФСР № 617/41 «Об административно-территориальном устройстве районов Дагестанской АССР» Шуанинский сельсовет переименован в Шагадинский, а села Большые и Малые Шуани соответственно в Большую и Малую Шагаду.
Постановлением ПВС ДАССР от 08.02.1947 года село Шагада ликвидировано в связи с переселением жителей.
В 1957 году, в связи с возвращением чеченцев из ссылки и восстановлением ЧИАССР, шагодинцы были вновь переселены, на этот раз в Хасавюртовский район, где было образовано новое село Шагада.

## Население
| Численность населения | Численность населения | Численность населения | Численность населения | Численность населения | Численность населения |
| 1888                  | 1895                  | 1908                  | 1914                  | 1926                  | 1939                  |
| --------------------- | --------------------- | --------------------- | --------------------- | --------------------- | --------------------- |
| 258                   | ↗279                  | ↘269                  | ↘259                  | ↘185                  | ↗289                  |

По переписи 1926 года в селе проживало 185 человек (80 мужчин и 105 женщин), из которых: аварцы — 100 %.